# Гусев, Иван Дмитриевич (Герой Социалистического Труда, 1948)
Иван Дмитриевич Гусев (21 апреля 1895, Кувыка, Нижне-Волжский край — 20 ноября 1980, Волгоград) — советский хозяйственный, государственный и политический деятель, Герой Социалистического Труда.

## Биография
Родился 21 апреля 1895 года в деревне Кувыка Саратовского уезда Саратовской губернии. Член КПСС.
С 1918 года — на хозяйственной, общественной и политической работе. В 1918—1962 гг. — председатель Кувыкинского сельсовета, уездный агроном Актарского уезда Саратовской губернии, инструктор на станции защиты растений при Саратовском губернском земельном управлении, уездный агроном Новоузненского района Саратовской области, окружной агроном Пугачёвского округа Нижне-Волжского края, заместитель директора по производственной части зерносовхоза «Первомайский» Дергачёвского района Саратовской области, агроном в совхозе «Динамо» Нехаевского района Сталинградской области, заведующий учебным хозяйством, преподаватель Новоаннинского сельскохозяйственного техникума, старший агроном Ново-Анненской машинно-тракторной мастерской, заведующий районным отделом сельского хозяйства Ново-Анненского района Сталинградской области, председатель исполкома Ново-Анненского райсовета, начальник Новоаннинской районной сельскохозяйственной инспекции, научный сотрудник Всесоюзного научно-исследовательского института агромелиорации.
Указом Президиума Верховного Совета СССР от 15 февраля 1948 года присвоено звание Героя Социалистического Труда с вручением ордена Ленина и золотой медали «Серп и Молот».
В составе коллектива — лауреат Сталинской премии 3-й степени за широкое внедрение травопольных севооборотов в колхозах района (1949).
Делегат XX съезда КПСС
Умер 20 ноября 1980 года в Волгограде.